# Rookie Historian Goo Hae-ryung
Rookie Historian Goo Hae-ryung (신입사관 구해령?, Sin-ipsagwan Gu Hae-ryeongLR) è una serie televisiva sudcoreana trasmessa su MBC TV dal 17 luglio al 26 settembre. Internazionalmente è distribuita da Netflix.

## Trama
Goo Hae-ryung è una ventiseienne dallo spirito libero che, incurante del ruolo tradizionale della donna nel periodo Joseon, si concentra sullo studio e non esita a difendere chi ha subito un torto. Il ventenne principe Dowon, invece, non può partecipare alla vita di corte ed è sempre rimasto isolato nei giardini Huwon del Changdeokgung, trovando conforto nella scrittura di romanzi d'amore in hangeul, pubblicati con lo pseudonimo di Maehwa e popolari in tutta la capitale, in particolare presso il pubblico femminile. Un giorno, tuttavia, essi cominciano a essere sequestrati e bruciati con l'accusa di traviare le menti delle giovani donne: si tratta in realtà di una scusa per trovare La storia di Hodam, ovverosia la cronaca di alcuni eventi accaduti vent'anni prima. Per cercare e distruggere ogni singola copia del libro, il re e il consigliere Min Ik-pyeong fanno assumere delle donne come storiche per pizzarle come spie in ogni camera del palazzo reale. Di conseguenza, quattro apprendiste, tra cui Goo Hae-ryung, vengono selezionate e aggiunte agli otto compilatori esistenti degli Annali della dinastia Joseon.

## Personaggi e interpreti
- Goo Hae-ryung, interpretata da Shin Se-kyung
- Yi Rim, il principe Dowon, interpretato da Cha Eun-woo
- Yi Jin, il principe ereditario, interpretato da Park Ki-woong

## Riconoscimenti
- MBC Drama Award[2][3]
  - 2019 – Premio all'alta eccellenza, attrice in un drama del mercoledì/giovedì a Shin Se-kyung
  - 2019 – Premio all'eccellenza, attore in un drama del mercoledì/giovedì a Cha Eun-woo
  - 2019 – Miglior cast di supporto in un drama del mercoledì/giovedì
  - 2019 – Miglior coppia a Shin Se-kyung e Cha Eun-woo
  - 2019 – Candidatura Gran premio a Shin Se-kyung
  - 2019 – Candidatura Drama dell'anno
  - 2019 – Candidatura Premio all'eccellenza, attore in un drama del mercoledì/giovedì a Park Ji-woong
  - 2019 – Candidatura Premio all'eccellenza, attrice in un drama del mercoledì/giovedì a Park Ji-hyun